# Dieter Krause
Dieter Krause (Brandeburgo sulla Havel, 18 gennaio 1936 – Bad Saarow, 23 agosto 2020) è stato un canoista tedesco.

## Palmarès

### Olimpiadi
- 1 medaglia[1]:
  - 1 oro (Roma 1960 nel K1 4x500 m)

### Mondiali
- 4 medaglie[2]:
  - 1 oro (Jajce 1963 nel K4 1000 m)
  - 1 argento (Jajce 1963 nel K2 1000 m)
  - 2 bronzi (Praga 1958 nel K1 500 m; Jajce 1963 nel K1 4x500 m)